# کانتون مورونا
کانتون مورونا (به اسپانیایی: Cantón Morona) یک منطقهٔ مسکونی در اکوادور است که در استان مورونا-سانتیاگو واقع شده‌است.